# Amblyrhynchichthys micracanthus
Amblyrhynchichthys micracanthus és una espècie de peix cipriniforme de la família dels ciprínids.

## Morfologia
- Els mascles poden assolir 19,7 cm de longitud total.[1]

## Hàbitat
És un peix d'aigua dolça i de clima tropical.

## Distribució geogràfica
Es troba a Àsia: conques dels rius Mekong, Chao Phraya, Mae Khlong i Tapi a Indoxina.